# Макарівці
Макарівці (біл. Макараўцы) — село в складі Берестовицького району Гродненської області, Білорусь. Село є центром Макарівецької сільської ради, розташоване у західній частині області.